# Bob- und Skeleton-Weltmeisterschaften 2021/Skeleton (Mixed)
Der Mixed-Team-Wettbewerb im Skeleton bei den Bob- und Skeleton-Weltmeisterschaften 2021 wurde in einem Durchgang am 13. Februar auf der Rennschlitten- und Bobbahn in Altenberg ausgetragen.  Pro Verband konnten zwei Teams, bestehend aus einer Skeletonpilotin und einem Skeletonpilot, gemeldet werden. Im Wettkampf trat zuerst die Athletin an. Anschließend hatte der Teamkollege ein Zeitfenster von 30 Sekunden, um den zweiten Wertungslauf zu starten. Im Anschluss daran wurden beide Einzelzeiten zu einem Gesamtergebnis addiert.

## Ergebnisse
| Platz | Team                      | Athletin               | Athletin   | Athlet               | Athlet     | Gesamtzeit (min) |
| Platz | Team                      | Name                   | Zeit (min) | Name                 | Zeit (min) | Gesamtzeit (min) |
| ----- | ------------------------- | ---------------------- | ---------- | -------------------- | ---------- | ---------------- |
| 01    | Deutschland I             | Tina Hermann           | 0:58,40    | Christopher Grotheer | 0:57,01    | 1:55.41          |
| 02    | Deutschland II            | Jacqueline Lölling     | 0:58,62    | Alexander Gassner    | 0:56,93    | 1:55.55 +0,14    |
| 03    | BFR I 1                   | Jelena Nikitina        | 0:58,64    | Alexander Tretjakow  | 0:56,92    | 1:55.56 +0,15    |
| 04    | Vereinigtes Königreich I  | Laura Deas             | 0:58,99    | Matt Weston          | 0:56,99    | 1:55.98 +0,57    |
| 05    | BFR II 1                  | Alina Tararytschenkowa | 0:58,81    | Jewgeni Rukossujew   | 0:57,40    | 1:56.21 +0,80    |
| 06    | Österreich                | Janine Flock           | 0:59,15    | Florian Auer         | 0:57,84    | 1:56.99 +1,58    |
| 07    | Vereinigtes Königreich II | Ashleigh Pittaway      | 0:59,78    | Marcus Wyatt         | 0:57,31    | 1:57,09 +1,68    |
| 08    | Italien I                 | Valentina Margaglio    | 0:59,67    | Amedeo Bagnis        | 0:57,52    | 1:57,19 +1,78    |
| 09    | Italien II                | Alessia Crippa         | 1:00,25    | Mattia Gaspari       | 0:57,04    | 1:57.29 +1,88    |
| 10    | Kanada II                 | Elisabeth Maier        | 0:59,74    | Kyle Murray          | 0:58,74    | 1:58,48 +3,07    |
| 11    | Belgien                   | Kim Meylemans          | 0:59,58    | Colin Freeling       | 1:00,04    | 1:59,62 +4,21    |
| −     | Kanada I                  | Jane Channell          | DNS        | Mark Lynch           | DNS        | −                |